# Duingen
Duingen è un comune mercato di 4 889 abitanti, della Bassa Sassonia, in Germania.
Appartiene al circondario (Landkreis) di Hildesheim (targa HI) ed è parte della comunità amministrativa (Samtgemeinde) di Leinebergland.
Il territorio comunale comprende, oltre al capoluogo, le frazioni di Capellenhagen, Coppengrave, Fölziehausen, Hoyershausen, Lübbrechtsen, Marienhagen, Rott e Weenzen.